# جیته

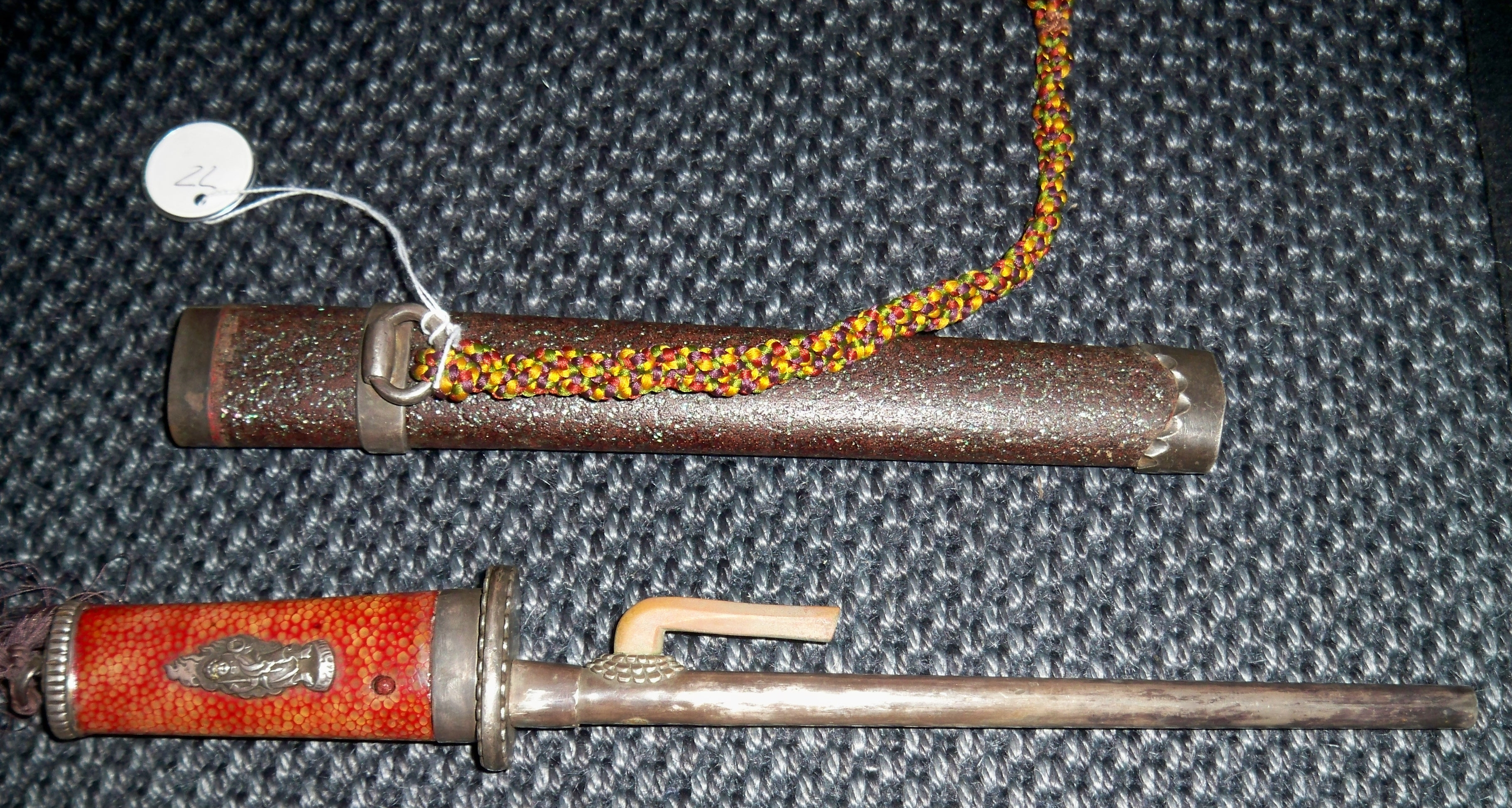
جیته

جیته (به ژاپنی: 十手 Jitte))، به معنای ده دست یک جنگ‌افزار تنومند است که توسط نیروی انتظامی در دوره ادو استفاده می‌شد.
در ژاپن فئودال، آوردن شمشیر به کاخ شوگون] جرمی بود که مجازات آن اعدام بود. این قانون تقریباً برای همه از جمله نگهبانان کاخ اعمال می‌شد. به دلیل این ممنوعیت، چندین نوع سلاح بدون تیغه توسط نگهبانان کاخ حمل می‌شد. جیته به‌ویژه مؤثر بود و تبدیل به نماد موقعیت عالی نگهبانان کاخ شد.